# Sant Jaume (Alsamora)
Sant Jaume és una partida del terme de Sant Esteve de la Sarga, al Pallars Jussà, en el territori del poble d'Alsamora.
Està situada a ponent d'Alsamora, a l'esquerra del barranc de la Maçana. Hi neix el barranc de Sant Jaume, que aflueix en el de la Maçana un tros més avall.